# Vedea
Vedea (rumunsky Râul Vedea) je řeka v Rumunsku (Argeș, Olt, Teleorman). Je 220 km dlouhá. Povodí má rozlohu 7 500 km².

## Průběh toku
Pramení v předhůří Jižních Kapat. Na horním toku protéká kopcovitou krajinou. Na dolním toku pak teče přes Dolnodunajskou nížinu. Ústí zleva do Dunaje nedaleko města Giurgiu.

## Vodní režim
K nejvyšším vodním stavům dochází na podzim a jaře, v létě hladina klesá a řeka se mění v řetězec oddělených jezer.

## Města
Je to jedna z hlavních splavných řek v zemi. Na řece leží město Olteniţa.